# Giáo hội Cơ Đốc Phục Lâm
Giáo hội Cơ Đốc Phục Lâm là một giáo phái Cơ Đốc giáo, được xếp vào nhánh Cải Chánh Giáo. Tuy nhận mình là thuộc Cơ Đốc giáo nhưng giáo hội này được phân biệt với hầu hết các Giáo hội Kitô giáo khác qua việc thực hành thờ phượng vào ngày thứ Bảy thay vì Chủ Nhật.. Ngoài ra, giáo phái này còn có tên chính thức là Giáo hội Cơ Đốc Phục Lâm An Thất Nhật, trong đó Cơ Đốc nghĩa là Đấng Giêsu Christ, Phục Lâm là lại đến, An là nghỉ ngơi, Thất Nhật là ngày thứ Bảy (nghỉ ngơi trong ngày thứ Bảy). Với niềm tin rằng ngày thứ bảy trong tuần theo lịch của Cơ Đốc giáo và Do Thái giáo mới chính là ngày Sabát, và sự nhấn mạnh về sự tái lâm sắp xảy ra (sự xuất hiện) của Chúa Giêsu.
Giáo phái phát triển từ phong trào Millerite ở Hoa Kỳ vào giữa thế kỷ 19 và nó được chính thức thành lập vào năm 1863. Trong số những người sáng lập nó có Ellen G. White, người có nhiều tác phẩm vẫn được giáo hội tôn trọng. Phần lớn thần học của Giáo hội Cơ đốc Phục lâm tương ứng với các giáo lý Tin lành thông thường của Cơ đốc giáo, chẳng hạn như Ba Ngôi và sự không thể sai lầm của Kinh thánh. Những lời dạy khác biệt bao gồm trạng thái vô thức của người chết và học thuyết về một cuộc phán xét điều tra. Nhà thờ được biết đến với sự chú trọng về chế độ ăn uống và sức khỏe, bao gồm việc tuân thủ luật thực phẩm Kashrut, ủng hộ việc ăn chay và hiểu biết toàn diện về con người. Giáo phái cũng được biết đến với việc thúc đẩy tự do tôn giáo, các nguyên tắc và lối sống bảo thủ của mình.
Hội thánh thế giới được điều hành bởi một Hội nghị chung của những người Cơ đốc Phục lâm, với các khu vực nhỏ hơn được quản lý bởi các bộ phận, hội nghị công đoàn và hội nghị địa phương. Nó hiện có hơn 20 triệu thành viên đã rửa tội trên toàn thế giới và 25 triệu tín đồ. Tính đến tháng 5 năm 2007, đây là cơ quan tôn giáo lớn thứ mười hai trên thế giới và có tính quốc tế cao đứng thứ sáu. Nó đa dạng về sắc tộc và văn hóa và duy trì sự hiện diện truyền giáo ở hơn 215 quốc gia và vùng lãnh thổ. Giáo hội điều hành hơn 7.500 trường học bao gồm hơn 100 cơ sở giáo dục sau trung học, nhiều bệnh viện và nhà xuất bản trên toàn thế giới, cũng như một tổ chức cứu trợ nhân đạo được gọi là Cơ quan Cứu trợ và Phát triển Cơ đốc Phục lâm (ADRA). Tuy vậy, những người theo đạo Tin lành bảo thủ coi Cơ đốc Phục lâm như một tà giáo.

## Lịch sử
Giáo phái Cơ đốc Phục lâm là giáo phái lớn nhất trong số một số nhóm Cơ Đốc Phục Lâm phát sinh từ phong trào Phục lâm (Millerite) những năm 1840 ở ngoại ô New York, một giai đoạn của Đại Thức Tỉnh lần thứ hai. William Miller đã tiên đoán trên cơ sở Đa-ni-ên 8: 14–16 và "nguyên tắc ngày-năm" rằng Chúa Giê-su Christ sẽ trở lại Trái đất từ mùa xuân năm 1843 đến mùa xuân năm 1844. Vào mùa hè năm 1844, Millerites tin rằng Chúa Giê-su sẽ trở lại vào ngày 22 tháng 10 năm 1844, được hiểu là Ngày Chuộc tội trong Kinh thánh cho năm đó. Dự đoán thất bại của Miller được gọi là "Nỗi thất vọng lớn".
Hiram Edson và những người Millerite khác tin rằng tính toán của Miller là đúng, nhưng cách giải thích của ông về Đa-ni-ên 8:14 là sai lầm vì ông cho rằng Chúa Giê-su Christ sẽ đến để tẩy sạch thế giới. Những người Cơ đốc Phục lâm này tin chắc rằng Đa-ni-ên 8:14 đã báo trước việc Đấng Christ vào Nơi Chí Thánh của thánh địa trên trời hơn là Sự tái lâm của Ngài. Trong vài thập kỷ tiếp theo, sự hiểu biết này về nơi tôn nghiêm trên thiên đàng đã phát triển thành học thuyết về sự phán xét điều tra, một quá trình cánh chung bắt đầu vào năm 1844, trong đó mỗi người sẽ được đánh giá để xác minh tính đủ điều kiện để được cứu rỗi và công lý của Đức Chúa Trời sẽ được xác nhận trước khi vũ trụ. Nhóm những người theo Cơ đốc Phục lâm này tiếp tục tin rằng sự tái lâm của Đấng Christ sẽ tiếp tục xảy ra, tuy nhiên họ chống lại việc ấn định thêm ngày cho sự kiện, trích dẫn Khải Huyền 10: 6, "rằng không còn thời gian nữa."

## Phát triển thuyết Sabát
Khi phong trào Cơ đốc Phục lâm thời kỳ đầu củng cố niềm tin của mình, câu hỏi về ngày nghỉ ngơi và thờ phượng trong Kinh thánh đã được đặt ra. Người đề xướng đầu tiên việc giữ ngày Sabát trong số những người Cơ đốc Phục lâm thời kỳ đầu là Joseph Bates. Bates đã được giới thiệu với giáo lý Sabbath thông qua một tài liệu được viết bởi nhà truyền giáo Millerite Thomas M. Preble, người lần lượt bị ảnh hưởng bởi Rachel Oakes Preston, một Baptist trẻ tuổi của Ngày thứ Bảy. Thông điệp này dần dần được chấp nhận và hình thành chủ đề của ấn bản đầu tiên của nhà thờ Sự thật Hiện tại (nay là tạp chí Adventist Review), xuất hiện vào tháng 7 năm 1849.

### Tổ chức và công nhận

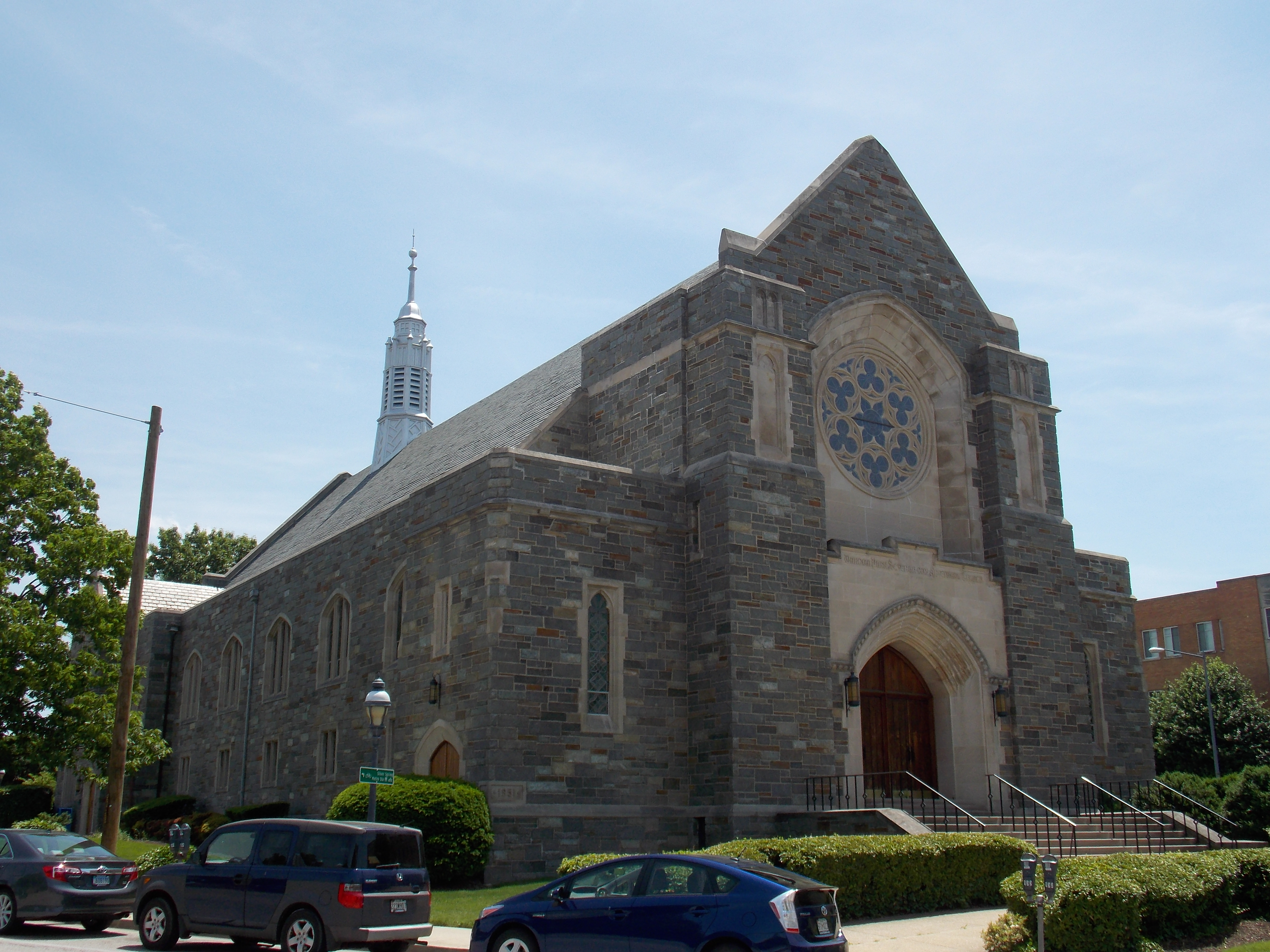
Nhà thờ Cơ đốc Phục lâm ở Công viên Takoma, Maryland.

Trong khoảng 20 năm, phong trào Cơ Đốc Phục Lâm bao gồm một nhóm nhỏ, có mối quan hệ lỏng lẻo đến từ nhiều nhà thờ và phương tiện kết nối và tương tác chính của họ là thông qua tạp chí The Advent Review và Sabbath Herald của James White. Họ chấp nhận các giáo lý về ngày Sa-bát, sự giải thích về sự tôn nghiêm trên trời của Đa-ni-ên 8:14, sự bất tử có điều kiện và sự mong đợi sự trở lại của Đấng Christ trước một năm.Trong số những nhân vật nổi bật nhất của nó là Joseph Bates, James White và Ellen G. White. Ellen White đã chiếm một vai trò đặc biệt trung tâm; Nhiều tầm nhìn và khả năng lãnh đạo tinh thần của cô đã thuyết phục những người theo Cơ đốc Phục lâm rằng cô sở hữu món quà tiên tri. Nhà thờ chính thức được thành lập tại Battle Creek, Michigan, vào ngày 21 tháng 5 năm 1863, với 3.500 tín đồ. Trụ sở chính của giáo phái sau đó được chuyển từ Battle Creek đến Công viên Takoma, Maryland, nơi họ ở lại cho đến năm 1989. Trụ sở của Hội nghị chung sau đó chuyển đến địa điểm hiện tại ở Silver Spring, Maryland.
Giáo phái trong những năm 1870 đã chuyển sang hoạt động truyền giáo và phục hưng, tăng gấp ba số thành viên lên 16.000 người vào năm 1880 và thiết lập sự hiện diện bên ngoài Bắc Mỹ vào cuối thế kỷ 19. Sự phát triển nhanh chóng tiếp tục, với 75.000 thành viên vào năm 1901. Vào thời điểm này, giáo phái đã điều hành hai trường cao đẳng, một trường y tế, một chục học viện, 27 bệnh viện và 13 nhà xuất bản. Đến năm 1945, nhà thờ báo cáo có 210.000 thành viên ở Mỹ và Canada, và 360.000 ở nơi khác; ngân sách là 29 triệu đô la và ghi danh vào các trường nhà thờ là 140.000.
Niềm tin và học thuyết của nhà thờ được xuất bản lần đầu tiên vào năm 1872 tại Battle Creek Michigan dưới dạng một tuyên bố ngắn gọn được gọi là "Sơ lược về đức tin của chúng ta". Nhà thờ đã trải qua những thử thách khi hình thành niềm tin và học thuyết cốt lõi của mình, đặc biệt là khi một số nhà lãnh đạo Cơ đốc Phục lâm ban đầu đến từ các nhà thờ theo một số hình thức chủ nghĩa Arian (Ellen G. White không phải là một trong số họ). Điều này, cùng với một số quan điểm thần học khác của phong trào, đã dẫn đến sự đồng thuận giữa những người theo đạo Tin lành bảo thủ coi nó như một giáo phái.
Theo các học giả Cơ Đốc Phục Lâm, những lời dạy và tác phẩm của White, cuối cùng đã chứng tỏ có ảnh hưởng trong việc chuyển nhà thờ từ phần lớn gốc bán Arian sang chủ nghĩa Ba ngôi. Những người theo thuyết Cơ đốc Phục lâm, phần lớn, ghi công cô đã đưa nhà thờ Cơ đốc Phục lâm vào nhận thức toàn diện hơn về Chúa Trời trong suốt những năm 1890. Nhà thờ Cơ đốc Phục lâm áp dụng thần học Ba ngôi vào đầu thế kỷ 20 và bắt đầu đối thoại với các nhóm Tin lành khác vào giữa thế kỷ này, cuối cùng đã được công nhận rộng rãi như một nhà thờ Tin lành.
Cơ đốc giáo Ngày nay đã công nhận nhà thờ Cơ đốc Phục lâm là "cơ sở hiệp thông Cơ đốc giáo lớn thứ năm trên toàn thế giới" trong số ra ngày 22 tháng 1 năm 2015. Ellen White tránh sử dụng từ "Ba Ngôi" và "chồng cô đã tuyên bố dứt khoát rằng khải tượng của cô không ủng hộ tín điều Ba Ngôi." Thần học của cô không bao gồm học thuyết về Chúa Ba Ngôi.. Thông qua việc nghiên cứu Kinh thánh liên tục và cuộc tranh luận kéo dài hàng thập kỷ, giáo phái cuối cùng đã kết luận rằng Kinh thánh dạy rõ ràng về sự tồn tại của một vị thần ba ngôi và khẳng định quan điểm Kinh thánh đó trong 28 Niềm tin Cơ bản phi tín ngưỡng.

## Văn hóa và thực hành

### Vào ngày sabát
Một phần của ngày thứ Sáu có thể được dành để chuẩn bị cho ngày Sabát; ví dụ, chuẩn bị bữa ăn và dọn dẹp nhà cửa. Những người theo thuyết Cơ đốc Phục lâm có thể tụ tập để thờ phượng vào tối thứ Sáu để chào đón vào ngày Sa-bát, một tập tục thường được gọi là Kinh chiều. Những người Cơ đốc Phục lâm kiêng làm việc thế tục vào thứ Bảy. Họ cũng thường sẽ hạn chế các hình thức giải trí thuần túy thế tục, chẳng hạn như thể thao có tính cạnh tranh và xem các chương trình phi tôn giáo trên truyền hình. Tuy nhiên, các hoạt động đi bộ trong thiên nhiên, các hoạt động hướng về gia đình, làm từ thiện và các hoạt động nhân đạo khác được khuyến khích. Các hoạt động chiều thứ bảy rất khác nhau tùy thuộc vào nền tảng văn hóa, dân tộc và xã hội. Ở một số nhà thờ, các thành viên và du khách sẽ tham gia vào một bữa trưa của tình bằng hữu (hoặc "potluck", có gì ăn nấy) và AYS (Dịch vụ Thanh niên Cơ đốc Phục lâm).

### Chế độ ăn uống
Kể từ những năm 1860 khi nhà thờ bắt đầu, sự toàn vẹn và sức khỏe đã được nhà thờ Cơ Đốc Phục Lâm nhấn mạnh. Những người theo Cơ đốc Phục lâm được biết đến với việc giới thiệu một "thông điệp sức khỏe" ủng hộ việc ăn chay và mong đợi sự tuân thủ các luật lệ của đạo kosher, đặc biệt là việc tiêu thụ thực phẩm kosher được mô tả trong Sách Lê-vi Ký 11, nghĩa là kiêng thịt lợn, động vật có vỏ và các động vật khác bị coi là "ô uế". Nhà thờ không khuyến khích các thành viên của mình tiêu thụ đồ uống có cồn, thuốc lá hoặc ma túy bất hợp pháp (so sánh Cơ đốc giáo và rượu). Ngoài ra, một số người Cơ đốc Phục lâm tránh cà phê, trà, cola và các loại đồ uống khác có chứa caffein.
Những người tiên phong của Giáo hội Cơ đốc Phục lâm có liên quan nhiều đến việc chấp nhận phổ biến ngũ cốc ăn sáng vào chế độ ăn kiểu Tây, và "khái niệm thương mại hiện đại về thực phẩm ngũ cốc" bắt nguồn từ những người Cơ đốc Phục lâm. John Harvey Kellogg là một trong những người sáng lập ban đầu của công tác y tế Cơ đốc phục lâm. Việc ông phát triển ngũ cốc ăn sáng như một loại thực phẩm tốt cho sức khỏe đã dẫn đến việc thành lập công ty Kellogg's của người anh trai William. Anh ta quảng cáo ngũ cốc ăn sáng nhạt nhẽo từ ngô (cornflakes) như một cách để kiềm chế ham muốn tình dục và tránh tệ nạn thủ dâm. Ở cả Úc và New Zealand, Sanitarium Health and Wellbeing Company thuộc sở hữu của nhà thờ là nhà sản xuất hàng đầu về các sản phẩm liên quan đến sức khỏe và ăn chay, nổi bật nhất là Weet-Bix.
Nghiên cứu do Viện Y tế Quốc gia Hoa Kỳ tài trợ đã chỉ ra rằng những người Cơ đốc Phục lâm trung bình ở California sống lâu hơn người California trung bình từ 4 đến 10 năm. Nghiên cứu được trích dẫn bởi câu chuyện trang bìa của tạp chí National Geographic số tháng 11 năm 2005, khẳng định rằng những người Cơ đốc Phục lâm sống lâu hơn vì họ không hút thuốc hoặc uống rượu, có một ngày nghỉ ngơi mỗi tuần và duy trì một chế độ ăn chay lành mạnh, ít chất béo có nhiều hạt và đậu. Sự gắn kết của các mạng xã hội của Cơ đốc Phục lâm cũng được đưa ra như một lời giải thích cho việc kéo dài tuổi thọ của họ.
Kể từ câu truyện của Dan Buettner trên tạp chí National Geographic năm 2005 về tuổi thọ của người theo Cơ đốc Phục lâm, cuốn sách của ông, The Blue Zones: Lessons for Living Longer From the People Who've Lived the Longest, đã đặt tên cho thành phố  Loma Linda, California là "Blue Zone" vì sự tập trung đông đảo của Cơ Đốc Phục Lâm. Ông cho rằng Cơ Đốc Phục Lâm nhấn mạnh đến sức khỏe, chế độ ăn uống và việc giữ ngày Sabát là những yếu tố chính cho tuổi thọ của người theo Cơ Đốc Phục Lâm.
Ước tính có khoảng 35% người Cơ đốc Phục lâm thực hành ăn chay hoặc thuần chay, theo một cuộc khảo sát trên toàn thế giới năm 2002 về các nhà lãnh đạo giáo hội địa phương. Lối sống trong sạch của những người Cơ đốc Phục lâm đã được quân đội Hoa Kỳ công nhận vào năm 1954 khi 2.200 người Cơ đốc Phục lâm tình nguyện làm đối tượng thử nghiệm cho con người trong Chiến dịch Áo trắng (Operation Whitecoat), một chương trình nghiên cứu y học an toàn sinh học lấy danh nghĩa nhằm mục đích bảo vệ quân đội và dân thường chống lại vũ khí sinh học:

Nhiệm vụ đầu tiên của các nhà khoa học là tìm ra những người sẵn sàng bị lây nhiễm các mầm bệnh có thể khiến họ ốm nặng. Họ tìm thấy chúng trong những người theo đức tin Cơ Đốc Phục Lâm. Mặc dù sẵn sàng phục vụ đất nước của họ khi được soạn thảo, những người Cơ đốc Phục lâm từ chối mang vũ khí. Kết quả là nhiều người trong số họ đã trở thành bác sĩ. Giờ đây, Hoa Kỳ đang cho các tân binh một cơ hội để giúp đỡ theo một cách khác: tình nguyện làm các xét nghiệm sinh học như một cách để họ đáp ứng nghĩa vụ quân sự. Khi được liên lạc vào cuối năm 1954, hệ thống phân cấp Cơ đốc Phục lâm đã sẵn sàng đồng ý với kế hoạch này. Đối với các nhà khoa học của Trại Detrick, các thành viên của nhà thờ là một đối tượng thử nghiệm kiểu mẫu, vì hầu hết họ đều có sức khỏe tốt và họ không uống rượu, hút thuốc hay sử dụng cafein. Từ quan điểm của các tình nguyện viên, các bài kiểm tra đã cho họ một cách để hoàn thành nghĩa vụ yêu nước mà vẫn trung thành với niềm tin của họ.